# Moonwalker
Moonwalker, ook bekend onder de titel Michael Jackson: Moonwalker, is een Amerikaanse film uitgebracht in 1988 door en met zanger Michael Jackson in de hoofdrol. In plaats van één doorlopend verhaal, is de film een collectie van korte filmpjes over de entertainer, waarvan een aantal filmpjes lange versies zijn van videoclips van Jacksons album Bad.
Moonwalker was oorspronkelijk uitgebracht om samen te vallen met Jacksons album Bad uit 1987. Gedurende de première van Moonwalker, was Jackson zelf op tournee. "Moonwalker" werd op 10 januari 1989 op Home Video uitgebracht in de Verenigde Staten, en Canada, op het moment dat Michael Jackson zijn wereldtournee eindigde. Zijn tour zou eerder eindigen, maar de zanger had last gehad van stemproblemen, waardoor het slot van de tour werd uitgesteld tot de laatste week van januari. De film werd ook uitgebracht in Europa en Zuid-Amerika. (Oorspronkelijk hadden Epic Records en Warner Bros plannen om de film gezamenlijk uit te brengen tijdens Kerstmis 1988).

## Verhaal
De film is geen samenhangend verhaal, maar is samengesteld uit enkele korte verhalen (geschreven door Michael Jackson zelf), beelden van concerten en muziekvideo's.
De delen waaruit de film bestaat worden hier beschreven.
Man in The Mirror
Een opgenomen live vertoning van "Man in the Mirror" dient als openingsscène voor de film.
Retrospective
Een korte biografische film over Jackson, toont fragmenten van Jacksons jonge jaren met de Jackson 5 tot de "Bad Tour". delen uit volgende songs en videoclips worden getoond en gespeeld:
- "Music and Me"
- "I Want You Back"
- "ABC"
- "The Love You Save"
- "2-4-6-8"
- "Who's Lovin' You"
- "Ben"
- "Dancing Machine"
- "Blame It on the Boogie"
- "Shake Your Body (Down to the Ground)"
- "Rock With You"
- "Don't Stop 'Til You Get Enough"
- "Can You Feel it"
- "Human Nature"
- "Beat It"
- "Thriller"
- "Billie Jean"
- "State of Shock"
- "We Are the World"
- "The Way You Make Me Feel"
- "Dirty Diana"

Badder
"Badder" is een parodie op Jacksons "Bad-clip", De videoclip is bijna exact hetzelfde als de originele clip, buiten het feit dat het met kinderen in de hoofdrol gespeeld wordt. Brandon Quintin Adams speelt hier de "kleine Michael", ook Jermaine Jackson Jr. speelt mee in de clip.
Speed Demon
De Bad-clip transformeert hierna naar "Speed Demon". Jackson schreef dit nummer na een boete te hebben gekregen omdat hij te snel reed, waardoor hij te laat aankwam in de opnamestudio. Producer Quincy Jones raadde hem aan om te schrijven over zijn gevoelens hierover (wat hij dan ook deed).
Leave Me Alone
Het vijfde deel van de film bestaat uit de videoclip van "Leave Me Alone", een geanimeerde videoclip die een kritische kijk geeft op de interesse van de media in Jacksons privéleven. De videoclip voor deze song won een Grammy Award, de enige Grammy trouwens, die hij ontving voor het album Bad.
Smooth Criminal
Dit deel bevat een korte film geschreven door Jackson zelf, die op zich de uitgebreide videoclip van "Smooth Criminal" bevat.
Come Together
De film sluit af met de cover van een Beatles-song ("Come Together").

## Rolverdeling
| Acteur                | Personage               |
| --------------------- | ----------------------- |
| Michael Jackson       | Michael Jackson         |
| Joe Pesci             | Frankie Lideo (Mr. Big) |
| Sean Lennon           | Sean                    |
| Kellie Parker         | Katie                   |
| Brandon Quintin Adams | Young Michael/Zeke      |

## Trivia
- De naam van de centrale slechterik in de film is Frank Lideo. De naam van een van de producers van de film is Frank DiLeo (Michaels manager).
- Michael Jackson wou de film eerst ook uitbrengen in de zalen in de Verenigde Staten, maar een probleem met het budget dwong hem ertoe de film onmiddellijk op video uit te brengen.
- De wagen waarin Michael verandert net voor Smooth Criminal, was een Bertone Stratos.